# ممدوح عدوان
ممدوح صبري عدوان (23 نوفمبر، 1941 - 19 ديسمبر، 2004)، كاتب وشاعر ومسرحي ومترجم سوري. عمل صحفيّاً في صحيفة الثورة السورية منذ 1964، وكتب المقالة في العديد من الصحف السورية والمجلات العربية حتى وفاته، وله عدد من المسلسلات التي بُثّت على التلفزيون السوري.

## حياته
ولد ممدوح عدوان في 23 نوفمبر، 1941 في قرية قيرون بالقرب من مصياف في محافظة حماة السورية. عند ولادته، سمّته عائلته «مدحت» وهو الاسم الذي عرفته به أهل قريته، حيث كان والده يكنى ب«أبي مدحت». إلا أنَّ أحد الأعيان أشار بأنَّ اسم مدحت هو اسم تركي ويجب تغييره بسبب المآسي التي عاناها الشعب السوري إبان الحكم العثماني لسورية، فاختاروا له اسمه الرسمي الذي اشتهر به «ممدوح». وأصبح ممدوح عدوان يحمل اسمان، أحدهما موجود في الوثائق هو الاسم الذي اشتهر به أدبياً، وآخر  لا يستعمله إلا عندما يزور القرية حيث الناس يعرفونه باسم مدحت. ولم يعرف ممدوح باسمه الرسمي إلا عندما التحق بالمدرسة الابتدائية. 
تخرج في جامعة دمشق، قسم اللغة الإنجليزية عام 1966.
بدأ بنشر الشعر عام 1964 في مجلة الآداب اللبنانية والمجلات العربية الأخرى، وترك ورائه 26 مسرحية مطبوعة قدمت على المسارح في سورية وفي دول عربية متعددة، كما نشر 22 مجموعة شعرية في دور نشر سورية وعربية، ومجموعتي (مختارات) نُشرتا في القاهرة، ونشر 30 كتاباً مترجماً عن الإنكليزية في الأدب والفكر والمسرح، وأصدر ستة كتب نثرية حول هواجسه في الأدب والفن والحياة عامة، إلى جانب تدريسه لمادة الكتابة المسرحية في المعهد العالي للفنون المسرحية بدمشق منذ عام 1992.

## مؤلفاته
له 26 مسرحية و22 مجموعة شعرية و روايتان و8 كتب متنوعة و 26 كتاباً مترجماً:

### المسرح
1. المخاض- مسرحية شعرية- مطبعة الجمهورية.
2. محاكمة الرجل الذي لم يحارب.
3. كيف تركت السيف.
4. ليل العبيد.
5. هملت يستيقظ متأخراً.
6. الوحوش لا تغني.
7. حال الدنيا- مونودراما.
8. الخدامة.
9. لو كنت فلسطينياً.
10. اللمبة- مسرحية خاصة بالمعوقين جسدياً.
11. زيارة الملكة.
12. الزبال- مونودراما.
13. القيامة- مونودراما.
14. أكلة لحوم البشر- مونودراما.
15. الميراث.
16. حكايات الملوك.
17. القبض على طريف الحادي.
18. حكي السرايا وحكي القرايا.
19. القناع.
20. سفر برلك.
21. الغول.
22. ريما.
23. الحمّام.
24. الفارسة والشاعر.
25. ثقافة (عادات) مختلفة.
26. الكلاب (مجموعة مسرحيات قصيرة).

### الشعر
المجموعات الثمانية الأولى صدرت عام 1981 في مجلدين عن دار العودة.
1. الظل الأخضر- 1967- وزارة الثقافة- دمشق.
2. تلويحه الأيدي المتعبة- 1969- اتحاد الكتاب العرب- دمشق.
3. الدماء تدق النوافذ- 1974- وزارة الإعلام- بغداد.
4. أقبل الزمن المستحيل- 1974- الدائرة الثقافية- منظمة التحرير الفلسطينية.
5. يألفونك فانفر- 1977- اتحاد الكتاب العرب- دمشق.
6. أمي تطارد قاتلها- 1977- الدائرة الثقافية.
7. لا بد من التفاصيل- 1979- دار الكلمة- بيروت.
8. للخوف كل الزمان- 1980- دار العودة- بيروت.
9. وهذا أنا أيضاً- 1984- اتحاد الكتاب العرب- دمشق.
10. والليل الذي يسكنني- 1987- دار الأهالي- دمشق.
11. أبداً إلى المنافي- 1990- الدائرة الثقافية.
12. لا دروب إلى روما- 1990- دمشق- طبعة خاصة.
13. أغنية البجع /قصيدتان/- الجزائر- 1997.
14. للريح ذاكرة ولي- الآداب- بيروت- 1997.
15. طيران نحو الجنون- الريس- بيروت- 1998.
16. وعليك تتكئ الحياة- 1999.
17. كتابة الموت- دار هيا- دمشق- 2000.
18. مختارات- وكالة الصحافة العربية- القاهرة- 2000.
19. مختارات طفولات مؤجلة- دار العين- والهيئة العامة للثقافة.
20. مختارات- دار الهيئة العامة للكتاب.
21. حياة متناثرة- دار قدمس- 2004.

### روايات
1. الأبتر (رواية)- 1969- الإدارة السياسية (التوجيه المعنوي)- دمشق.
2. أعدائي (رواية)- الريس- بيروت- 2000.

### كتب
1. دفاعاً عن الجنون- الطبعة الأولى: 1985.
2. الزير سالم- 1998.
3. المتنبي في ضوء الدراما.
4. نحن دون كيشوت- 2002.
5. تهويد المعرفة- 2002.
6. حيونة الإنسان - دمشق- 2003.
7. جنون آخر- دمشق- 2004.
8. هواجس الشعر- 2007.

### الترجمة
| الكتاب                                               | المؤلف                      | المجال        | صادر عن                                                         |
| الشاعر في المسرح                                     | رونالد بيكوك                | نقد مسرحي     | وزارة الثقافة- دمشق                                             |
| الرحلة إلى الشرق                                     | هيرمن هسة                   | رواية         | ابن رشد- بيروت                                                  |
| دميان                                                | هيرمن هسة                   | رواية         | منارات- عمان.                                                   |
| سد هارتا                                             | هيرمن هسة                   | رواية         | منارات - عمان.                                                  |
| التعذيب عبر العصور                                   | برناديت ج هروود             | بحث           | الحوار - اللاذقية.                                              |
| تقرير إلى غريكو                                      | نيكولاس كازانتزاكيس         | سيرة ذاتية    | ابن رشد- بيروت.                                                 |
| خيمة المعجزات (زوربا البرازيلي)                      | جورج أمادو                  | رواية         | دار العودة- بيروت.                                              |
| عودة البحار                                          | جورج أمادو                  | رواية         | العودة- بيروت.                                                  |
| حول الإخراج المسرحي                                  | هارولد كليرمان              | بحث مسرحي     | دار دمشق- دمشق.                                                 |
| الكوميديا الإيطالية                                  | بيير لوي دو شاتر            | بحث مسرحي     | وزارة الثقافة - دمشق - (الترجمة بالاشتراك مع الشاعر علي كنعان). |
| عاصفة                                                | إيميه سيزار                 | مسرحية        | وزارة الثقافة- دمشق.                                            |
| الصبر المتحرق (ساعي البريد)                          | انطونيو سكارمينا            | مسرحية        | وزارة الثقافة- دمشق.                                            |
| المهابهاراتا                                         | بيتر بروك                   | مسرحية        | وزارة الثقافة - دمشق.                                           |
| صلاح الدين وعصره                                     | ب.هـ.نيوباي                 | بحث تاريخي    | الجندي - دمشق                                                   |
| الشيخ والوسام                                        | فرديناند أويونو             | رواية أفريقية | منارات- عمان.                                                   |
| تاريخ الشيطان                                        | ويليام وودز                 | رواية         | الجندي- دمشق.                                                   |
| الرقص في دمشق                                        | نانسي لينديسفيرن            | قصص           | دار المدى - دمشق                                                |
| تاريخ التمثيل                                        | توبي كول / هيلين كريش شينوي | دراسة         | المجمع الثقافي                                                  |
| الشعر في نهايات القرن (الصوت الآخر)                  | أوكتافيو باز                | دراسة         | المدى - دمشق                                                    |
| الأوديسة (عودة أوليس)                                | ديريك والكوت (نوبل 1992)    | مسرحية شعرية  | المدى - دمشق                                                    |
| تلفيق تاريخ إسرائيل التوراتية وطمس التاريخ الفلسطيني | كيث وايتلام                 | دراسة         | دار قدمس - دمشق                                                 |
| جورج أورويل (سيرة حياة)                              | تأليف برنارد كريك           | سيرة          | المجمع الثقافي.                                                 |
| الإلياذة                                             | هوميروس                     | ملحمة شعرية   | المجمع الثقافي                                                  |
| جورج أورويل - سيرة حياة                              | تأليف برنارد كريك           | سيرة          | المجمع الثقافي                                                  |
| زجاج مكسور                                           | آرثر ميلر                   | مسرحية        | وزارة الثقافة السورية                                           |
| ---------------------------------------------------- | --------------------------- | ------------- | --------------------------------------------------------------- |

### مسلسلات تلفزيونية
1. دائرة النار
2. شبكة العنكبوت (١٩٩٠)
3. ليل الخائفين
4. القبضاي بهلول
5. اختفاء رجل
6. جريمة في الذاكرة (مسلسل)
7. اللوحة الناقصة
8. قصة حب عادية
9. دكان الدنيا (مسلسل)
10. الزير سالم (مسلسل)
11. أبو الطيب المتنبي (مسلسل)
12. الدوامة (مسلسل)

## الجوائز
1. نال جائزة عرار الشعرية عام 1997.
2. نال جائزة مؤسسة عبد العزيز سعود البابطين للإبداع الشعري- 1998.
3. تم تكريمه في مهرجان القاهرة الدولي للمسرح التجريبي في دورته العاشرة بوصفه واحداً ممن أغنوا الحركة المسرحية العربية.
4. تم تكريمه في معرض الكتاب في القاهرة عام 2002 من أجل مختارات شعرية بعنوان «طفولات مؤجلة».
5. تم تكريمه في 7/3/2003 في دمشق بوصفه رائداً من رواد المسرح القومي.

## وفاته
توفي ممدوح عدوان في 19 ديسمبر 2004م بعد معاناة من مرض السرطان بدأ في آذار 2003.

## وصلات خارجية
- ممدوح عدوان على موقع أرشيف الشارخ.
- قصائد ممدوح عدوان
- مقابلة وثائقية مع ممدوح عدوان / قناة العربية